# النفير (جريدة فلسطينية)
النفير، جريدة أسبوعية سياسية أدبية أسسها في الإسكندرية إبراهيم زكا (لبناني) في مطلع القرن العشرين باسم “النفير العثماني”. وفي سنة 1908 انتقلت الجريدة إلى يافا فالقدس وتحول امتيازها إلى ايليا زكا (شقيق إبراهيم) وأصبح اسمها “النفير”. وفي سنة 1913 انتقلت إلى حيفا. وبدأ صاحب الصحيفة ينشر ملحقا في العبرية (השופר)، وقد أُعتبر الملحق محاولة فلسطينية مخاطبة قرّاء العبرية بلغتهم، وهي الأولى من نوعها. وتوقفت عن الصدور خلال الحرب العالمية الأولى لتعود بعد انتهائها غلى الصدور في 23/9/1919. ويذكر أن ايليا زكا كان في فترة قصيرة من فترات صدور النفير قد استبدل باسمها اسم “الصاعقة” ثم أعاد إليها اسمها السابق. في عام 1913.
وبعد وفاة ايليا زكا أصبحت الجريدة في سنة 1926 مجلة أسبوعية لفترة وجيزة.ثم عادت إلى الصدور كجريدة أسبوعية وتولى اصدارها أبناء ايليا زكا سهيل وزكي وتوفيق. وكان رئيس التحرير والمدير المسؤول سهيل زكا الذي ظل يقوم بمهامه حتى سنة 1936. ثم تولى إدارة الجريدة وتحريرها الأخوان زكي وتوفيق. وقد استمرت الجريدة تصدر في حيفا أسبوعياً حتى سنة 1945 فتوقفت نهائياً عن الصدور.
شارك في تحرير “النفير” وعدد من الكتاب والأدباء منهم الشاعر مطلق عبد الخالق وعبد الغني الكرمي الذي تولى رئاسة تحريرها زمناً قصيراً.

## وصلات خارجية
أرشيف الصحيفة